# Beia
Beia (Mbeya) é uma cidade localizada no sudoeste da Tanzânia, na África.

## História
Após a corrida do ouro em 1905, Beia foi fundada como uma cidade mineira na década de 1920. O Caminho de Ferro Tanzânia–Zâmbia (TAZARA) mais tarde atraiu migrantes agrícolas e pequenos empresários para a área. Beia e seu distrito foram administrados pelos britânicos até 1961. A região de Beia foi criada em 1961. A cidade de Beia se tornou um centro de negócios e um polo regional para as regiões sul da Tanzânia e para os países vizinhos como o Maláui e Zâmbia. 

## Infraestrutura

### Estação Ferroviária
Mbeya é servida pela Estação Ferroviária de Mbeya, que embarca e desembarca cargas e passageiros do Caminho de Ferro Tanzânia–Zâmbia (TAZARA). A estação fica nas proximidades da rodovia A104.

### Ligações rodoviárias
Mbeya pode ser alcançado por estrada na rodovia A-7 a partir de Dar es Salã.

### Aeroporto
Beia conecta-se ao resto da Tanzânia por via aérea através do Aeroporto Songwe, que foi inaugurado em dezembro de 2012. É um dos quatro principais aeroportos disponíveis na Tanzânia.